# Ветер демонов
«Ветер демонов» (англ. Demon Wind) — низкобюджетный фильм ужасов. Съёмки проходили в 1989 году в Таузенд-Оукс, Калифорния.

## Сюжет
После последней встречи Кори с отцом, старик покончил с собой, вскрыл себе вены. Это стало последней каплей, ведь и раньше на ферме отца творилось что-то неладное. И вот, Кори с друзьями приехал на старую ферму, чтобы во всём разобраться. Они останавливаются в придорожном кафе с заправкой, и его пожилой владелец очень настоятельно не рекомендует им ехать дальше. Но Кори полон решимости докопаться до истины. Последним предупреждением становится распятый скелет у въезда на ферму. Машины друзей глохнут, будто сговорившись, и весёлая компания оказывается в ловушке. Выбраться из неё удастся немногим, ведь им будут противостоять и силы ада, и примкнувшие к ним толпы зомби. В довольно путаной и нелогичной концовке Кори сможет спастись и проникнуть в мрачную историю своей семьи.

## В ролях
- Эрик Ларсон — Кори
- Франсин Лапенси — Элейн
- Руфус Норрис — Харткорт
- Джек Вогел — Стейси
- Стивен Квадрос — Чак
- Марк Девид Фрицше — Джек
- Шерри Ли — Бонни
- Бобби Джонстон — Делл
- Линн Кларк — Терри
- Ричард Габаи — Вилли
- Миа М. Руиз — Рина
- Ким Сантелль — Гэрриет
- Стелла Кастнер — бабушка Реджина
- Аксель Туви — Джордж
- Джек Джейкобсон — отец Кори
- Си Ди Джей Коко — Великий Демон
- Джефри Урбах — Демон
- Лу Даймонд Филипс — эпизод